# Patrícia Morais
Patrícia Morais, född den 1 januari 2003, är en portugisisk fotbollsspelare.

## Karriär
Patrícia Morais inledde sin seniorkarriär i S.U. 1º Dezembro. 2014 kontrakterades hon av G.D.C. A-dos-Francos. Hon har även spelat för ASPTT Albi och Sporting CP innan hon 2021 värvades av S.C. Braga. Hon har även representerat det portugisiska damlandslaget där hon debuterade år 2011.